# جوزيف بيتون دو تورنفور
جوزيف بيتون دو تورنفور (بالفرنسية: Joseph Pitton de Tournefort)‏ عالم نبات فرنسي، ولد في ايكس اون بروفونس في جنوب فرنسا 4 حزيران 1656 وتوفي في باريس بتاريخ 28 كانون الأول 1708. قام برحلة إلى اليونان والقوقاز لجمع النباتات ودراستها، وكان إسهامه الأهم هو وصف 7000 نوع وتقسيمها إلى 700 جنس. بسبب أن أعمال هذا العالم سبقت الاتفاق على نظام التسمية الثنائية عام 1753، فإن الاختصار الاسمي لهذا العالم نادرًا ما يستخدم باستثناء بعض أسماء الأجناس.

## روابط خارجية
- جوزيف بيتون دو تورنفور على موقع الموسوعة البريطانية (الإنجليزية)